# Derby Radomia w piłce nożnej
Derby Radomia – derby piłkarskie, w których spotykają się drużyny Broni Radom i Radomiaka Radom.

## Kluby
| Porównanie klubów            | Porównanie klubów                                                                                 | Porównanie klubów                |
| ---------------------------- | ------------------------------------------------------------------------------------------------- | -------------------------------- |
| Broń Radom                   |                                                                                                   | Radomiak Radom                   |
| 1926                         | rok założenia                                                                                     | 1910                             |
| 1/8 finału (1980/81)         | najdalszy osiągnięty etap w Pucharze Polski                                                       | 1/4 finału (2006/07)             |
| 3. m-ce w II lidze (1979/80) | najwyższa lokata ligowa                                                                           | 7. m-ce w Ekstraklasie (2021/22) |
| 0                            | liczba sezonów w Ekstraklasie                                                                     | 4                                |
| ---                          | debiut w Ekstraklasie                                                                             | 11 sierpnia 1984                 |
| 10                           | liczba sezonów na drugim poziomie rozgrywkowym od 1949 (do 2008 II liga, od 2008 I liga)          | 20                               |
| 4                            | liczba sezonów na drugim poziomie rozgrywkowym do 1939 (do 1937 Klasa A, następnie liga okręgowa) | 11                               |
| 1932                         | debiut na drugim poziomie ligowym (Klasa A do 1937)                                               | 1927                             |
| III liga                     | obecny poziom ligowy (2021/22)                                                                    | Ekstraklasa                      |
| Stadion Miejski w Radomiu    | stadion                                                                                           | Stadion im. Braci Czachorów      |

## Historia
Pierwsze mecze w oficjalnych rozgrywkach między RKS-em a Bronią odbyły się prawdopodobnie w sezonie 1932, kiedy kluby występowały w radomskiej grupie Klasy A Kieleckiego OZPN. Pierwszy mecz pomiędzy Bronią a KS Bata (obecnie Radomiak) odbył się 2 kwietnia 1945. Broń wygrała 1:0, spotkanie było zaś nieoficjalne. Pierwszym oficjalnym pojedynkiem był mecz w rozgrywkach podokręgu radomskiego 20 września 1945, zakończony zwycięstwem 7:1 Radomiaka (gola dla Radomiaka zdobył m.in. Marian Czachor, późniejszy reprezentant Polski).
Najwyższą wygraną Radomiak odniósł 14 kwietnia 1946, kiedy to pokonał na wyjeździe Broń 13:0. Z kolei Broń najwyżej w spotkaniu domowym wygrała 2 września 1956 roku – 7:0. Najwięcej bramek dla „Zielonych” w spotkaniach z Bronią zdobył Stanisław Szczepański – 12, dla Broni: Tadeusz Muc i Edward Strzecha – po 6 goli.
Najwyższym poziomem ligowym w jakim oba kluby rywalizowały ze sobą była II liga. Po raz pierwszy mecze w tej klasie rozgrywkowej odbyły się w sezonie 1979/1980 i zakończyły się remisem 1:1 oraz zwycięstwem Broni 1:0 (na wyjeździe). Łącznie w II lidze odbyło się 10 spotkań pomiędzy Bronią a Radomiakiem (w latach 1979–1984): pięć zakończyło się remisem, dwukrotnie wygrała Broń, a Radomiak zwyciężył trzy razy. Bilans bramkowy jest korzystny dla „Zielonych”: 13:9.
Ostatni mecz pomiędzy klubami odbył się 4 kwietnia 2015 i zakończył się remisem 1:1.

## Statystyki
| Mecze ligowe |                  |        |                      |
| Mecze        | Zwycięstwa Broni | Remisy | Zwycięstwa Radomiaka |
| 68           | 21               | 20     | 27                   |